# Climacoptera amblyostegia
Climacoptera amblyostegia är en amarantväxtart som först beskrevs av Viktor Petrovitj Botjantsev, och fick sitt nu gällande namn av Viktor Petrovitj Botjantsev. Climacoptera amblyostegia ingår i släktet Climacoptera, och familjen amarantväxter. Inga underarter finns listade i Catalogue of Life.